# Jeremy Sagan
Jeremy Ethan Sagan (1960) és un programador i empresari estatunidenc. És el fundador de Sagan Technology, companyia de programari multimèdia per a Macintosh, i creador de Metro, un seqüenciador d'àudio, vídeo i MIDI per a ordinadors Macintosh. Els seus pares van ser l'astrònom Carl Sagan i la biòloga Lynn Margulis. El seu germà gran és l'escriptor Dorion Sagan.